# Luís Miguel Nava
Luís Miguel de Oliveira Perry Nava (Viseu, 29 de septiembre de 1957 — Bruselas, 10 de mayo de 1995) fue un escritor y poeta portugués.
Fue considerado una de las revelaciones más importantes en la poesía portuguesa de la década de 1980. Su primer libro fue publicado en 1974 y se titulaba Perdão da Puberdade, que el autor nunca incluyó en su bibliografía. En 1975, conoció a Eugénio de Andrade y decidió destruir todo lo que había escrito hasta entonces, lo que explica esta no inclusión.
En 1978, recibió el Premio Revelación de la Asociación Portuguesa de Escritores con la obra Películas, editada en 1979. En 1980, terminó la licenciatura en Filología Románica en la Facultad de Letras de la Universidad Clásica de Lisboa. Entre 1981 y 1983 fue asistente en esa misma Facultad.
En 1983, partió para la ciudad de Oxford como lector de portugués y, tras pasar tres años allí, realizó una oposiciones para traductor de la entonces Comunidad Económica Europea. Ganó las oposiciones y se instaló en Bruselas en 1986, donde murió en 1995, asesinado por un prostituto marroquí.

## Obra poética
- Películas. Lisboa: Livraria Moraes Editores (1979) (Premio Revelación de la Asociación Portuguesa de Escritores, 1978)
- Inércia da Deserção. Lisboa: &Etc. (1981)
- Como Alguém Disse. Lisboa: Contexto (1982)
- Rebentação. Lisboa: &Etc. (1984)
- Poemas. Porto: Limiar (1987) (reedición conjunta de los libros anteriores)
- O Céu sob as Entranhas. Porto: Limiar (1989)
- Vulcão. Lisboa: Quetzal (1994)
- Poesía Completa 1979-1994. Lisboa: Publicações Dom Quixote (2002), organizado y postfacio de Gastão Cruz y prefacio de Fernando Pinto do Amaral

## Ensayos
- O Pão, a Culpa, a Escrita e Outros Textos. Lisboa: Imprensa Nacional-Casa da Moeda (1982)
- A Poesia de Francisco Rodrigues Lobo. Lisboa: Editorial Comunicação, 1985 (1985)
- O Essencial sobre Eugénio de Andrade Lisboa: Imprensa Nacional-Casa da Moeda (1987)
- Ensaios reunidos. Lisboa: Assírio e Alvim (2004), con prefacio de Carlos Mendes de Sousa

## Otros trabajos
Fue responsable de la Antologia da Poesia Portuguesa 1960-1990 (1991), editada en Bélgica bajo los auspicios de Europália.
- Datos: Q9025690